# Obiteł
Obiteł (bułg. Обител) – wieś w Bułgarii, w obwodzie Tyrgowiszte, w gminie Omurtag. Według danych szacunkowych Ujednoliconego Systemu Ewidencji Ludności oraz Usług Administracyjnych dla Ludności, 15 grudnia 2018 roku miejscowość liczyła 739 mieszkańców.

## Archeologia
W trakcie przygotowywania podłoża pod gazociąg Nabucco, napotkano na dowody osadnictwa wczesnogo neolitu o powierzchni 10 ha, zlokalizowanego na zboczu naturalnego wzgórza w pobliżu wsi.